# 바르샤바 바르바칸

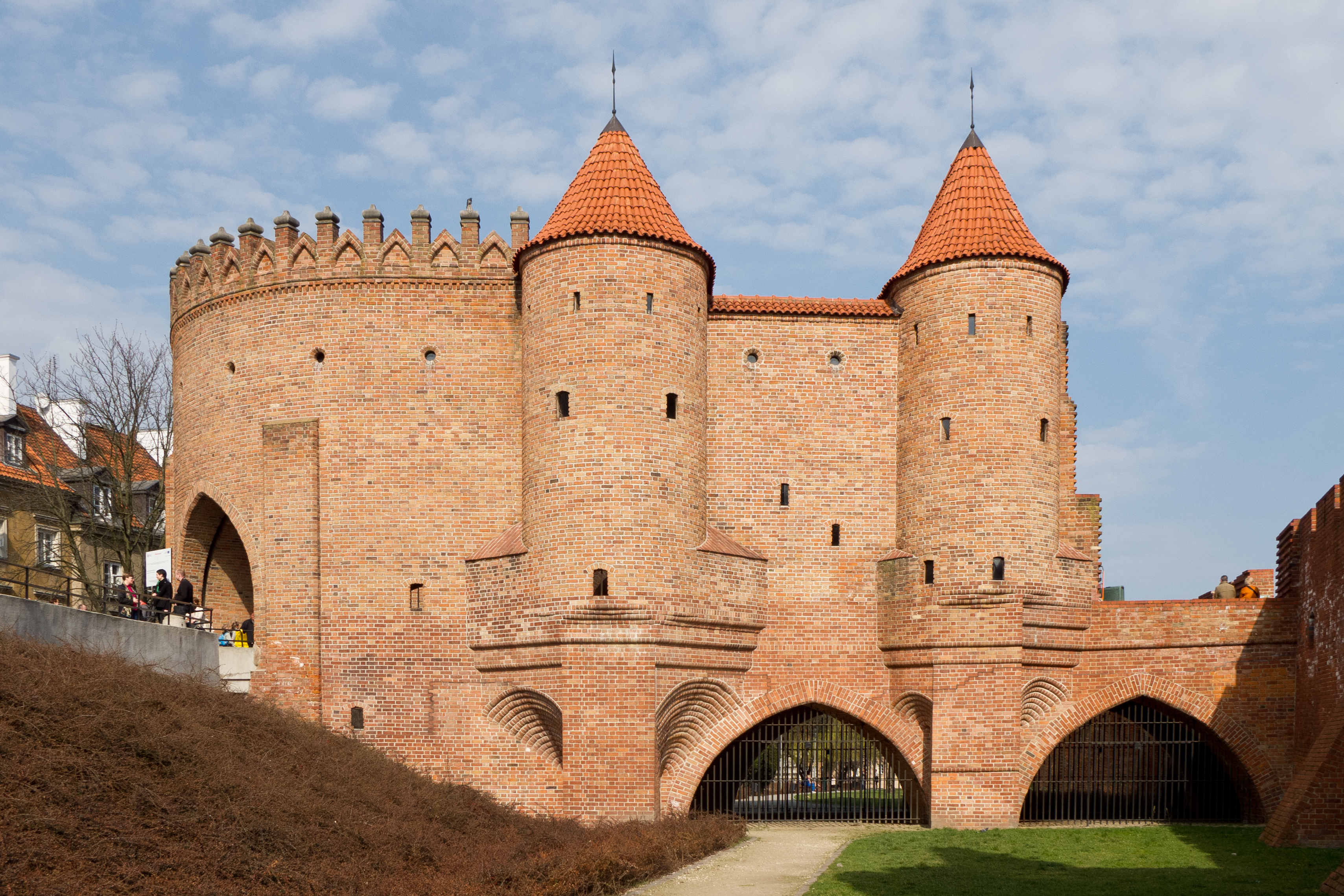
바르샤바 바르바칸

바르샤바 바르바칸(폴란드어: Barbakan w Warszawie)은 폴란드 바르샤바에 있는 옹성이다. 구시가지와 신시가지 사이에 위치한 이곳은 주요 관광 명소다.